# 魯道夫斯海姆-芬夫豪斯
魯道夫斯海姆-芬夫豪斯（德語：Rudolfsheim-Fünfhaus）是奧地利首都維也納的23個行政區之一，位於維也納市中心，內城區以西。魯道夫斯海姆-芬夫豪斯面積3.92平方公里，2014年有人口74791人。

## 外部連結
- Rudolfsheim-Fünfhaus （页面存档备份，存于） at website wien.at （页面存档备份，存于） (German).
- Bezirksmuseum Rudolsheim-Fünfhaus （页面存档备份，存于） - District museum (German).
- 魯道夫斯海姆-芬夫豪斯 - AEIOU （德文）

48°12′03″N 16°19′12″E / 48.20083°N 16.32000°E